# Provinz Québec (1763–1791)
Die Provinz Québec (englisch Province of Quebec, französisch Province de Québec) war von 1763 bis 1791 eine Kolonie, die das Königreich Großbritannien nach dem Franzosen- und Indianerkrieg in Nordamerika gründete.

## Geschichte
In Folge des Siebenjährigen Krieges gewann Großbritannien im Jahr 1763 durch den Frieden von Paris im Norden Amerikas Land, da der französische König Ludwig XV. und seine Berater das Territorium Guadeloupe aufgrund seiner begehrten Zuckerrohrernte dem Gebiet Neufrankreich vorzogen. Durch die Königliche Proklamation von 1763 wurde der kanadische Teil Neufrankreichs in Province of Quebec umbenannt.
Im Jahre 1774 verabschiedete das britische Parlament den Quebec Act, der es Québec erlaubte, den französischen Code civil im Justizwesen zu behalten und die freie Religionswahl zusicherte, wodurch die Römisch-katholische Kirche in der Kolonie verbleiben konnte. Durch den Rechtsakt wurden auch die Grenzen Québecs erweitert. Die Provinz umfasste nun auch das Ohiogebiet und Illinois Country; die Grenzen lagen nun an den Appalachen im Osten, dem Ohio River im Süden, dem Mississippi River im Westen und im Norden entlang der Gebiete der Hudson’s Bay Company in Ruperts Land.
Durch die Provinz behielt die britische Krone auch nach der Abtretung des Ohio- und Illinoisgebiets an die Vereinigten Staaten im Vertrag von Paris (1783) Zugang zu diesen Gebieten. Durch gut unterhaltene Handels- und Militärrouten über die Großen Seen fuhren die Briten fort, nicht nur ihre eigenen Truppen zu versorgen, sondern auch eine Allianz von Indianerstämmen mit den Niederlassungen Detroit, Fort Niagara, Fort Michilimackinac und anderen Forts, bis diese Außenposten 1794 durch den Jay-Vertrag an die Vereinigten Staaten übergeben wurden.
Québec behielt sein Herrschaftssystem nach der Angliederung an Großbritannien bei. Aufgrund des Eintreffens von Loyalisten, die vor dem Amerikanischen Unabhängigkeitskrieg flüchteten, verschob sich die demographische Zusammensetzung der Bevölkerung zugunsten einer nicht unbedeutenden Zahl englischsprechender Anglikaner oder Protestanten aus den früheren Dreizehn Kolonien. Diese siedelten hauptsächlich in den Eastern Townships, Montreal und in dem damals als pays d’en haut bekannten Gebiet westlich des Ottawa Rivers. Der Constitutional Act of 1791 unterteilte die Kolonie entlang des Ottawa Rivers, sodass der westliche Teil (Oberkanada) unter ein britisches Rechtssystem gestellt wurde. Hier waren die Englisch sprechenden Einwohner in der Mehrheit. Der östliche Teil wurde Unterkanada benannt.

## Gouverneure der Province of Quebec 1763–1791
Nach der Kapitulation Montréals 1760 wurde Neufrankreich unter eine militärische Regierung gestellt. 1764 wurde eine Zivilregierung eingeführt.
- Jeffrey Amherst, 1. Baron Amherst 1760–1763
- James Murray 1764–1768
- Guy Carleton, 1. Baron Dorchester 1768–1778
- Sir Frederick Haldimand 1778–1786
- Guy Carleton, 1. Baron Dorchester 1786–1791

Die Gouverneure wurden bei ihren Aufgaben durch Vizegouverneure unterstützt:
- Guy Carleton 1766–1768
- Hector Theophilus de Cramahé 1771–1782
- Henry Hamilton 1782–1785
- Henry Hope 1785–1788
- Alured Clarke 1790